# Província de Çorum
Çorum és una província a la Regió de la Mar Negra de Turquia, tot i que es troba cap a l'interior i té més característiques de la Regió d'Anatòlia Central que de la costa de la Mar Negra. La capital és la ciutat de Çorum
Amb jaciments arqueològics importants que es remunten 5.000 anys enrere i una bellesa natural única, Çorum és atractiu per als visitants.

## Geografia
La província de Çorum és una mescla de muntanyes i altiplans, alguns dels quals estan banyats pels rius Kızılırmak i Yeşilırmak. La província inclou atractives i altes prades, muntanyes per practicar senderisme i la possibilitat de fer excursions des de les ciutats i els pobles de la rodalia.

## Història
Les excavacions mostren que l'àrea de Çorum estava habitada durant el Paleolític, el Neolític i la 4a etapa de l'Eneolític. Les restes d'aquests períodes s'han trobat a Büyük, Güllüce, Eskiyapar i Kuşsaray.
En temps posteriors Çorum i els seus voltants van ser dominats pels hitites i al districte de Boğazkale s'hi pot trobar un dels assentaments hitites més importants d'Anatòlia. La UNESCO va incloure les ruïnes de Hattusa, la capital de l'Imperi Hitita des del 1700 aC fins al 1200 aC, com a Patrimoni de la Humanitat. Un altre lloc hitita important inclou els temples a l'aire lliure de Yazilikaya i Alacahöyük, les tombes reials i les excavacions de Boğazköy, que inclouen inscripcions que demostren contactes comercials entre els hitites i l'antic Egipte.
Després van venir altres civilitzacions: els frigis, que deixaren restes a Pazarli, al nord de Çorum;
I posteriorment, els cimmeris, medes, perses, gàlates, romans, romans d'Orient, seljúcides, danixmendites, mongols, eretnaoğulları, Burhan al-Din i finalment l'Imperi Otomà. A més de restes arqueològiques hitites, la província també conté un cert nombre de castells, ponts i mesquites dels períodes seljúcida i otomà.

## Districtes
La província de Çorum està dividida en 14 districtes (el districte de la capital apareix en negreta). Al costat de cada districte hi apareix la seva població:
- - Çorum: 248.109 (districte central)
  - Sungurlu: 62.939
  - Osmancık: 45.052
  - İskilip: 40.916
  - Alaca: 39.738
  - Bayat: 25.485
  - Mecitözü: 20.199
  - Kargı: 16.583
  - Ortaköy: 10.725
  - Uğurludağ: 8.343
  - Dodurga: 7.909
  - Oğuzlar: 7.733
  - Laçin: 6.371
  - Boğazkale: 5.342

## Mitjana anual de temperatures
| Mes                                                           | Gen  | Feb  | Mar  | Abr  | Mai  | Jun  | Jul  | Ago  | Set  | Oct  | Nov  | Des  |
| ------------------------------------------------------------- | ---- | ---- | ---- | ---- | ---- | ---- | ---- | ---- | ---- | ---- | ---- | ---- |
| Mitjana més alta °C                                           | 4.2  | 6.5  | 11.5 | 17.4 | 21.8 | 25.6 | 28.9 | 29.1 | 25.6 | 19.5 | 12.1 | 6.0  |
| Mitjana més baixa °C                                          | -4.3 | -3.8 | -1.1 | 3.7  | 7.0  | 9.8  | 12.1 | 12.0 | 8.7  | 4.7  | 0.3  | -2.3 |
| font: www.meteor.gov.tr Arxivat 2008-06-17 a Wayback Machine. |      |      |      |      |      |      |      |      |      |      |      |      |